# 社会学部
社会学部（しゃかいがくぶ、Department of sociology）は、大学において社会学を中心とした教育が行われる学部である。
大学としての「社会学科」を日本で最初に設置したのは1920年に法文学部に社会学科を設置した日本大学であり、「社会学科」を日本で最初に設置したのは1915年に高等学部文科（1921年に文学部となる）に社会学科を設置した関西学院大学であるとされる。
「社会学部」の設置は国公立大学では1951年に一橋大学が設置したものが最古であり、私立大学では1949年の中央労働学園大学が最古であるが、1952年に法政大学と合併した。
主な授与学位は学士（社会学）だが、近年の社会学部はとりわけ学科の種類が多様であり、学位の名称も多様化している。
その他、類似する分野を掲げる学部として、現代社会学部や産業社会学部などがある。

## 概要
しばしば、「社会科学部」と「社会学部」を混合させる場合が見受けられるが、「社会科学部」と「社会学部」は別ものである。社会学は社会科学と呼ばれる学問の一要素。詳しくは、社会学、社会科学の説明を参照。（ただし、一橋大学社会学部は政治学・心理学・人類学を射程に入れているため、実質的には「社会科学部」である。同様に、筑波大学の社会学類も社会学のみならず、法学・政治学・経済学等の社会科学を網羅している。）
社会学部は、経済学部や法学部と比べると単独で設置している大学は比較的少ない。これは、当初は社会学という学問そのものが、日本においては比較的新しい分野の学問であるとされ、まだ世間の認知が浅かったためである。
社会学という学問は、その扱う内容が社会に関する森羅万象全てであり、それは「人間一人」から「社会システム」全体にまで広くわたる。この点で、ミクロの細胞や有機物質から、恐竜などの大きな生命体までを扱う生物学や、およそあらゆるものを対象とする哲学と、学問としての幅広さは似ている。
社会学がヒト一人の内省に焦点を当てた場合、社会学は人文科学の諸分野と連携をする。家族社会学、女性学、社会心理学などの分野であり、これらは人文科学系の学部の下に学科や専攻として置かれることが多い。
またこれとは対照的に、社会学部として単独で設置しているケースは、その前身を見てみると政治学、法学あるいは応用経済学の系統から派生しているのが多く見られる。たとえば国立大で唯一社会学部を設置する一橋大学社会学部は、沿革をみると元は法学社会学部であり、これが法学部と社会学部に分離・独立して、現在に至る。
一般的に、社会学部を設置している大学で学ぶ社会学とは、人文系の社会学とは異なり、きわめて社会科学的であり、理論社会学、社会機構論、社会システム論などの研究がなされている。おしなべて政策科学的であり、政治学・経済学といった隣接した分野を扱うことが多い。
また、「○○社会学部」とか「社会○○学部」など社会学の中でも特定の分野に限定して学部を設置している大学も多いが、その教育課程内容を見ると、経済学や商学・法学など他の社会科学系の教育と多くが重なっているのも少なくない。
社会学は、現実社会の客観的考察と、それに付随する社会改良を志向している点で、他の社会科学領域より思想・哲学の色彩が濃いといわれている。そのため、政治や経済を批判的に捉えなおす役割が社会学にはあるといわれる。特に日本の社会学においてはフランクフルト学派などのマルクス主義哲学の影響が顕著である。
社会学部を設置している大学は、国公立大学では一橋大学のみである。私立大学でも法政大学（1952）、立教大学（1958）、東洋大学（1959）、関西学院大学（1960）、明治学院大学（1965）、関西大学（1967）、中京大学（1986）、奈良大学（1988）などが設置していたのみで数は決して多くなかった。しかしながら、最近は社会学部を置く大学が増加する傾向にある。
また、学部としては社会学部を擁せず、文学部に社会学科や社会学専攻を置く大学であっても、大学院では社会学研究科を独立して擁している場合が多く、大学院では社会学は文学とは切り離して扱われている。

## 専門科目一覧
- 社会学概論
- 社会学史
- 比較社会学
- 都市社会学
- 社会心理学
- 現代社会論
- 社会調査論
- 家族とジェンダーの社会学
- 文化社会学
- マスコミュニケーション論
- ジャーナリズム論
- マスメディア表現
- ソーシャルメディア論
- 情報の社会史
- 報道研究
- メディア倫理

## 取得できる主な資格
卒業と同時に取得できる主な資格
- 児童福祉司任用資格 - 児童福祉に携わる場合に必要な任用資格(詳細は当該項目参照)。児童福祉司と称するにはその職にあることが必要であり、有資格者は任用資格があるに過ぎない。
- 児童指導員任用資格 - 児童指導に携わる場合に必要な任用資格(詳細は当該項目参照)。児童指導員と称するにはその職にあることが必要であり、有資格者は任用資格があるに過ぎない。

特定の単位取得をし、卒業することで取得できる資格
- 社会調査士 - 一般社団法人社会調査協会が認定した標準カリキュラム対応科目の単位を取得することで得られる。
- 社会福祉主事任用資格 - 社会福祉に関する行政事務に従事する場合に必要な資格(詳細は当該項目参照)。社会福祉主事と称するにはその職にあることが必要であり、有資格者は任用資格があるに過ぎない。

## 社会学部・類似の学部を設置している大学
- 文学部などに社会学科や類似学科をおいている大学はここには記さない。

### 国立
※「社会学部」を設置している大学
- 一橋大学

※類似の学部を設置している大学
- 筑波大学（社会・国際学群 社会学類）
- 長崎大学（多文化社会学部）
- 福島大学（行政政策学類　社会と文化コース（旧・行政社会学部応用社会学科））

### 公立
- 長崎県立大学（国際社会学部）

### 私立

#### 「社会学部」を設置している大学
北海道・東北
- 青森大学
- 札幌大谷大学

関東
- 亜細亜大学
- 江戸川大学
- 東洋大学
- 法政大学
- 武蔵大学
- 明治学院大学
- 目白大学
- 立教大学
- 関東学院大学
- 大東文化大学

近畿
- 追手門学院大学
- 大谷大学
- 関西大学
- 関西学院大学
- 関西国際大学
- 四天王寺大学
- 同志社大学
- 奈良大学
- 佛教大学
- 桃山学院大学
- 龍谷大学

中国・四国・九州
- 四国学院大学

#### 類似の学部を設置している大学
関東
- 早稲田大学（社会科学部）
- 日本女子大学（人間社会学部）
- 恵泉女学園大学（人間社会学部）
- 実践女子大学（人間社会学部）
- 成城大学（社会イノベーション学部）
- つくば国際大学（産業社会学部）
- 流通経済大学（共創社会学部）

中部
- 皇學館大学（現代日本社会学部）
- 静岡英和学院大学（人間社会学部）
- 中京大学（現代社会学部）
- 富山国際大学（現代社会学部）
- 椙山女学園大学（情報社会学部）

近畿
- 大阪大谷大学（人間社会学部）
- 大手前大学（現代社会学部）
- 京都産業大学（現代社会学部）
- 京都女子大学（現代社会学部）
- 京都文教大学（総合社会学部）
- 近畿大学（総合社会学部）
- 神戸学院大学（現代社会学部）
- 同志社女子大学（現代社会学部）
- 羽衣国際大学（現代社会学部）
- 立命館大学（産業社会学部）

中国・四国・九州
- 長崎国際大学（人間社会学部）